# Kallõtõ
Kallõtõ (est. Kallõtõ, Kallete) – jezioro w Estonii, w prowincji Valgamaa, w gminie Karula. Położone jest na południe od wsi Lusti. Ma powierzchnię 8 ha linię brzegową o długości 1208 m, długość 375 m i szerokość 260 m. Sąsiaduje z jeziorami Kaadsijärv, Ojajärv, Karula Savijärv, Kaadsi Mustjärv, Väikene Mustjärv, Õdri. Położone jest na terenie Parku Narodowego Karula.